# Le Dernier Chevalier : La Racine du mal
Série
Le Dernier Chevalier
(2017) Le Dernier Chevalier : messager des ténèbres
(2021)
Pour plus de détails, voir Fiche technique et Distribution.
Le Dernier Chevalier : La Racine du mal (Последний богатырь: Корень зла, Poslednii bogatyr : Koren Zla) est un film russe, sorti en 2021.
C'est la suite du film Le Dernier Chevalier sorti en 2017.

## Fiche technique
Sauf indication contraire, les informations mentionnées dans cette section peuvent être confirmées par la base de données cinématographiques IMDb,  présente dans la section « Liens externes ».
- Titre original : Последний богатырь: Корень зла, Poslednii bogatyr : Koren Zla
- Titre français : Le Dernier Chevalier : La racine du mal
- Réalisation : Dmitri Diatchenko
- Photographie : Sergueï Trofimov
- Musique : George Kallis
- Pays d'origine : Russie
- Format : Couleurs - 35 mm
- Genre : aventure
- Durée : 121 minutes
- Date de sortie :
  -  Russie : 1er janvier 2021

## Distribution
- Viktor Khorinyak : Ivan
- Mila Sivatskaïa : Vassilissa
- Sergueï Bourounov : Vodianoï
- Ekaterina Vilkova : Varvara
- Ielena Iakovleva : Baba Yaga
- Alexandre Semtchev : Tchoudo-Youdo
- Youri Tsourilo : Ilya Mouromets
- Elena Valiouchkina : Galina mère de Mouromets
- Garik Kharlamov : Kolobok
- Konstantin Lavronenko : Kochtcheï

## Accueil

### Box-office
C'est le deuxième film qui fait le plus d'entrées au box-office russe en 2021.